# Brunneria
Brunneria (лат.) — род богомолов из семейства Coptopterygidae. Встречаются в Северной и Южной Америке.
Богомолы с удлинённым тонким зелёным телом и с тонкими ногами без расширений или лопастей. От близких групп род отличается следующими признаками: антенны луковицеобразные в основании; пронотум очень тонкий, метазона значительно длиннее, чем передние тазики; средние бёдра намного длиннее передних тазиков кокса. Передние бёдра с тремя дискоидальными шипами.
- Brunneria borealis[5][6][7]
- Brunneria brasiliensis
- Brunneria gracilis
- Brunneria grandis
- Brunneria longa
- Brunneria subaptera